# Korošec (glasilo)
Korošec je glasilo generala Rudolfa Maistra, ki je izhajalo v Velikovcu.
Glasilo je izdajal »Narodni svet« v Velikovcu od 9. julija 1919 do 7. oktobra 1920. Korošec je najprej izhajal kot tednik od aprila 1920 pa dvakrat tedensko. Njegov urednik je bil Ivan Magerl.